# Paulhac-en-Margeride
Paulhac-en-Margeride là một xã ở tỉnh Lozère trong vùng Occitanie, phía nam nước Pháp. Khu vực này có độ cao trung bình mét trên mực nước biển.